# Los Plátanos
Los Plátanos är en ort i Mexiko.   Den ligger i kommunen San Luis de la Paz och delstaten Guanajuato, i den centrala delen av landet, 280 km nordväst om huvudstaden Mexico City. Los Plátanos ligger 2 236 meter över havet och antalet invånare är 311.
Terrängen runt Los Plátanos är kuperad åt nordost, men åt sydväst är den platt. Runt Los Plátanos är det ganska tätbefolkat, med 52 invånare per kvadratkilometer. Närmaste större samhälle är Ejido la Pitahaya, 17,2 km nordväst om Los Plátanos. Trakten runt Los Plátanos består i huvudsak av gräsmarker.